# Zander Diamond
Pour les articles homonymes, voir Diamond.
Alexander Kevin « Zander » Diamond est un footballeur écossais né le 12 mars 1985 à Alexandria. Il évolue dans le club anglais de Mansfield Town.

## Biographie
Diamond est transféré à Oldham Athletic le 14 juillet 2011.
Le 12 mai 2017, il rejoint Mansfield Town.

## Palmarès
Avec Northampton Town
- Championnat d'Angleterre D4
  - Champion : 2016